# Запищиково
Запищиково — посёлок разъезда Ковылкинского района Республики Мордовия в составе Русско-Лашминского сельского поселения.

## География
Находится у железнодорожной линии Зубова Поляна-Рузаевка на расстоянии примерно 4 километра по прямой на запад-юго-запад от районного центра города Ковылкино.

## Население
Постоянное население составляло 25 человек (мордва-мокша 80 %) в 2002 году, 21 в 2010 году.